# Wet medisch-wetenschappelijk onderzoek met mensen
De Wet medisch-wetenschappelijk onderzoek met mensen (WMO) is een Nederlandse wet die is ingevoerd om proefpersonen bij medisch-wetenschappelijk onderzoek te beschermen.
De wet werd ingesteld in 1998 en gewijzigd in 2006. Hiervoor dienden als leidraad de volgende internationale codes:
- de Code van Neurenberg (1947)
- de Verklaring van Helsinki (1964)
- de Good clinical practice (1975)
- en de richtlijnen van CIOMS (Council for International Organizations of Medical Sciences) (1982).

Om de uitvoering van de wet te faciliteren werd de Centrale Commissie Mensgebonden Onderzoek (CCMO) opgericht. Deze commissie werd geïnstalleerd op 6 april 1999 en is gevestigd in Den Haag. Het reglement van de commissie is goedgekeurd door de minister van Volksgezondheid, Welzijn en Sport. Onderzoeken die onder de WMO vallen, worden getoetst door Medisch-Ethische Toetsingcommissies (METC's).